# نووا سول
نووا سول (به لاتین: Nowa Sól) یک منطقهٔ مسکونی در لهستان است که در شهرستان نووا سول واقع شده‌است. نووا سول ۲۱٫۵۶ کیلومتر مربع مساحت و ۴۰٬۳۵۱ نفر جمعیت دارد.

## خواهرخوانده
شهر آخیم خواهرخواندهٔ نووا سول هست.